# Estadio Monumental de Jauja
El estadio Monumental de Jauja es un estadio de fútbol ubicado en la ciudad de Jauja, distrito de Sausa, provincia de Jauja, departamento de Junín. 
Tiene capacidad para 10,000 espectadores y actualmente es utilizado por los equipos jaujinos que participan en las fases distritales y provinciales de la Copa Perú. También ha sido listado como uno de los estadios alternos del Sport Huancayo.
Durante los años 2000, este estadio albergó encuentros de primera división al servir como localía del Deportivo Wanka de Huancayo y del Unión Minas de Cerro de Pasco.